# Кирил Граменов
Кирил Костадинов Граменов е български партизанин и офицер от Българската народна армия.

## Биография
Роден е на 26 април 1921 година в град Горна Джумая, днес Благоевград. Има незавършено образование. Член е на Работническия младежки съюз от 1939 г., от 1940 на БОНСС, а на БКП – от 1941 г. Секретар е на Областния комитет на РМС в Благоевград.
През 1 юни 1942 г. преминава в нелегалност и става командир на отряд „Никола Калъпчиев“.
След 9 септември 1944 г. участва в войната на България срещу Нацистка Германия през 1944 година като помощник-командир на първа дружина от четиринадесети пехотен полк. Към 1946 е завеждащ политическата подготовка на полка.
Командир е на 36-и пехотен полк от 1947 г. и началник на катедра по военните дисциплини във Военната академия „Г.С. Раковски“ от 9 януари 1951 г. Учи във Военната академия „Фрунзе“ от 1 януари 1948 до октомври 1950 г. От 7 септември 1975 г. е генерал-майор. Умира в 2002 година.
Награждаван е с орден „За храброст“, IV ст., 2 клас.